# Garath
Garath ist ein Stadtteil der Landeshauptstadt Düsseldorf. Der Stadtteil befindet sich im Süden des Stadtgebietes, der zum Stadtbezirk 10 gehört, dessen Fläche 3,27 Quadratkilometer misst und der Ende Dezember 2016 rund 19.050 Einwohner zählte. 1956 bis 1957 konzipierte der Stadtplaner Friedrich Tamms den neuen Düsseldorfer Stadtteil. Die Großwohnsiedlung „Wohnstadt Garath“ – mit 8000 Wohnungen für mehr als 30.000 Einwohner das bis heute größte zusammenhängende Bauprojekt Düsseldorfs – wurde schließlich von 1961 bis 1972 gebaut. Benannt ist der Stadtteil nach dem Schloss Garath, das an seinem südöstlichen Rand liegt.

## Geographie
Garath liegt in der fruchtbaren Niederterrasse des Rheins. Begrenzt wurde das alte Garath im Westen Richtung Urdenbach durch den alten Rheinarm, den Urdenbacher Kämpen. Dies ist eine der wenigen nicht eingedeichten Flussauen des Rheins. Im Osten grenzt Garath an das ostbergische Hügelland, dort liegt auch die Stadt Hilden. Nach Norden, nach Benrath zu gab es keine klare geographische Abgrenzung, ebenso wenig nach Süden, wo sich die Landschaft in Monheim am Rhein fortsetzt.

## Geschichte

### Bis 1929
Erste Nachweise von einem Rittergeschlecht Von Garderode gibt es seit dem 13. Jahrhundert. Der Ritter Bruno von Garderode wurde am 2. Juli 1271 als Zeuge in einem Vertrag zwischen dem Ritter Hermann von Betzendorf und dem Kloster Dünnwald bei Köln-Mülheim angeführt. Auch 1300 siegelte dieser Ritter eine Urkunde für eine Hofübertragung im Kirchspiel Rommerskirchen an das Deutschordenshaus als „Brunodis de Garderoede“.
Diese Geschlecht besaß auch Besitzungen im Raum Garath. Nach dem Aussterben dieses Geschlechtes 1414 kaufte ein Simon von Aldenbrüggen genannt Velmerken den Hoff zu Garderaide. Für 1447 und 1503 wird die Zugehörigkeit von drei weiteren Höfen zum Haus Garath angegeben. Einer dieser drei Höfe war der Hellerhof. Ab 1703 bis Anfang des 20. Jahrhunderts gehörte dieser Hof nicht mehr zu Haus Garath. 1610 baut Bernhard von Vellbrück das Anwesen Garath um und errichtete dabei den noch aktuell vorhandenen Torturm mit geschweiften Dach. Am 11. Juni 1719 wurde Franz Karl von Velbrück, der spätere Fürstbischof von Bistum Lüttich, in Garath geboren. 1776 starb der letzte aus dem Geschlecht der Velbrücks ohne Nachkommen. Danach wurde Freiherr Emmerich Hubert von Raitz zu Frenz Besitzer des Gutes. Weitere Eigentümer von Haus Garath waren ab 1825 Freiherr von Kylmann, 1890 Paul Poensgen (1861–1920) und ab 1907 Alhard von Burgsdorff. Dieser errichtete 1912/13 das aktuelle Schloss, ein 2-stöckiges von zwei Türmen flankiertes Gebäude mit zusätzlich dem  alten Torturm von 1610. 1913 wird durch Alhard von Burgsdorff die Freiwillige Feuerwehr Garath gegründet. 1978 erwirbt die Stadt Düsseldorf Haus Garath mit den zugehörigen Ländereien.
Zu Beginn des 19. Jahrhunderts wird Garath wie andere Gemeinden im Düsseldorfer Süden als selbstständige Gemeinde der Bürgermeisterei Benrath zugeteilt. Dies änderte sich auch 1908 nicht. Die zu diesem Zeitpunkt noch verbliebene anderen selbständigen Landgemeinden in der Landbürgermeisterei Benrath waren durch einen Erlass des Kaisers Wilhelm II. vom 21. April 1908 zur Grossgemeinde Benrath zusammengefasst worden. Garath war von dieser Zusammenlegung nicht betroffen. In der Bürgermeisterei Benrath blieb Garath neben Benrath die zweite selbständige Einzelgemeinde. Am 23. Mai 1929 hatte der Gemeinderat von Garath dafür gestimmt, die Selbständigkeit innerhalb der Bürgermeisterei Benrath zu beenden. Dies hatte jedoch praktisch keine Bedeutung mehr. Die Selbstständigkeit von Benrath endete am 31. Juli 1929 mit der Eingemeindung nach Düsseldorf. Dies betraf damit auch Garath.

### Das „neue“ Garath

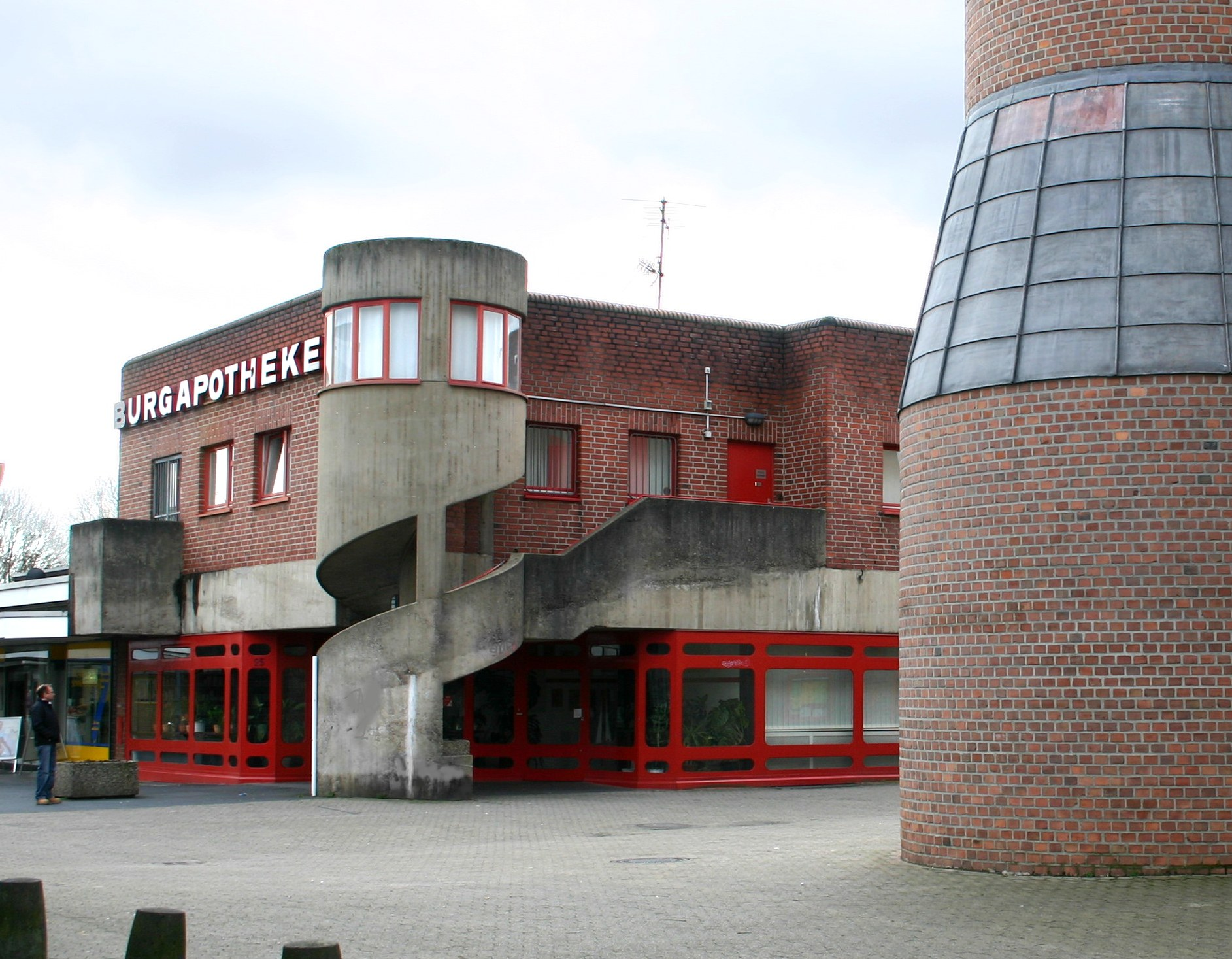
Das „neue“ Garath

Aufgrund steigender Einwohnerzahlen und der vorherrschenden Wohnungsknappheit beschloss die Stadt Düsseldorf Ende der 1950er Jahre, einen neuen Stadtteil im Südosten Düsseldorfs zu gründen. So entwickelte der Stadtplaner  Friedrich Tamms von 1956 bis 1957 eine Bebauungskonzeption auf einem Gelände im Süden von Benrath auf ca. 230 Hektar zwischen der „Urdenbacher Kämpe“ am Altrhein im Westen und dem „Eichenforst“ im Osten. Somit entstand das größte zusammenhängende geplante Wohnprojekt Düsseldorfs. 8000 Wohnungen für mehr als 30.000 Einwohner sollten dort gebaut werden. Das Gelände wurde ausgewählt, weil das Areal an die Bahnstrecke Düsseldorf–Köln gut angebunden war. Weiter war es an der parallel geführten Bundesstraße gelegen.
Im Februar 1958 wurde ein Wettbewerb für Städteplanung ausgeschrieben, den der Darmstädter Architekt Max Guther zusammen mit Rudolf Hartog und Rudolf Stalling gewann. Planungsbeginn war 1959. So erging am 2. Februar 1959 der Planungsauftrag der Stadt Düsseldorf an Max Guther. Das gemeinsame Planungsbüro als Arbeitsgemeinschaft Guther/Planungsamt Düsseldorf wurde 1959 unter dem Namen „Planungsbüro Düsseldorf Garath“ eingerichtet. 1961 entstand mit der Erstellung eines Flächennutzungsplanes die „Wohnstadt Garath“. So wurde dort am 18. Februar 1961 ein Erster Spatenstich, der ein Baggeraushub war, für Garath vorgenommen. Der neue Stadtteil wurde in verschiedenen Abschnitten erbaut, von denen der erste im Jahre 1962 in Garath-Nordwest begonnen wurde. 1963 war dieser Abschnitt teilweise bezugsfertig, so dass am 23. Juni 1963 bereits die ersten Familien nach Garath-Nordwest ziehen konnten. Im Juli 1963 erfolgte der Baubeginn in Südwest; im Juni 1964 konnten die ersten Bewohner nach Garath-Südwest ziehen. Das Viertel Garath-Nordost war 1966 teilweise bezugsfertig, so dass die ersten Familien in Garath-Nordost einziehen konnte, 1968 war das Viertel im Nordosten fertiggestellt. 1972 wurde das Viertel im Südosten fertiggestellt. Die Architektur entspricht „einer explizit soliden, gediegenen Bauweise, die keinerlei Spielraum zuließ für architektonische Experimente oder Reformen“. 1967 erfolgte der S-Bahn-Anschluss, so konnte am 28. September die S-Bahn ihren Betrieb von Garath nach Ratingen-Ost aufnehmen. In Garath-Nordost wurde im Jahre 1970 das Ladenzentrum im Stil des Beton-Brutalismus fertiggestellt. 1971 wurde Garath-Süd/Süd in Hellerhof umbenannt. 1975 übernahmen 13 Rheinbahn-Elektrobusse der Linie 39 (später 779; heute 779 und 778 – gleiche Strecke, entgegengesetzte Fahrtrichtung) die Strecke zwischen Garath und Benrath. 1980 folgte der Bau der Stadtautobahn. Die beiden Verkehrsanschlüsse trennen den Stadtteil in zwei Hälften, so dass der Umriss von Garath heute die Form eines Schmetterlings mit vier gleich großen Quartieren besitzt.

## Kultur und Sehenswürdigkeiten

### Kirchen
- Kapelle des Nikolaus-Ehlen-Hauses
- Kapelle St. Hildegardis
- St. Matthäus
- St. Norbert
- St. Theresia vom Kinde Jesu
- Hoffnungskirche (wurde im April 2018 abgerissen)
- Dietrich-Bonhoeffer-Kirche

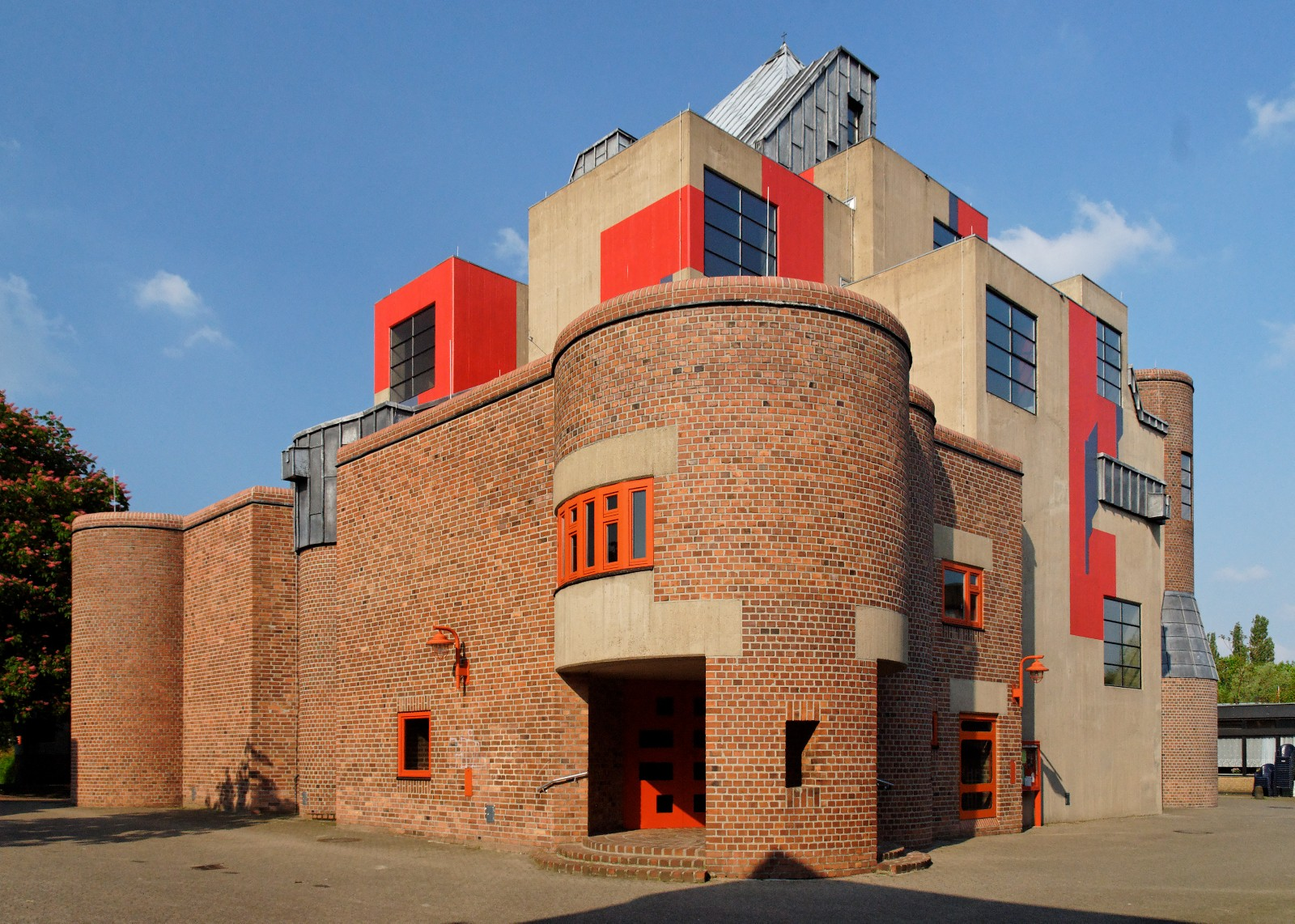
St. Matthäus
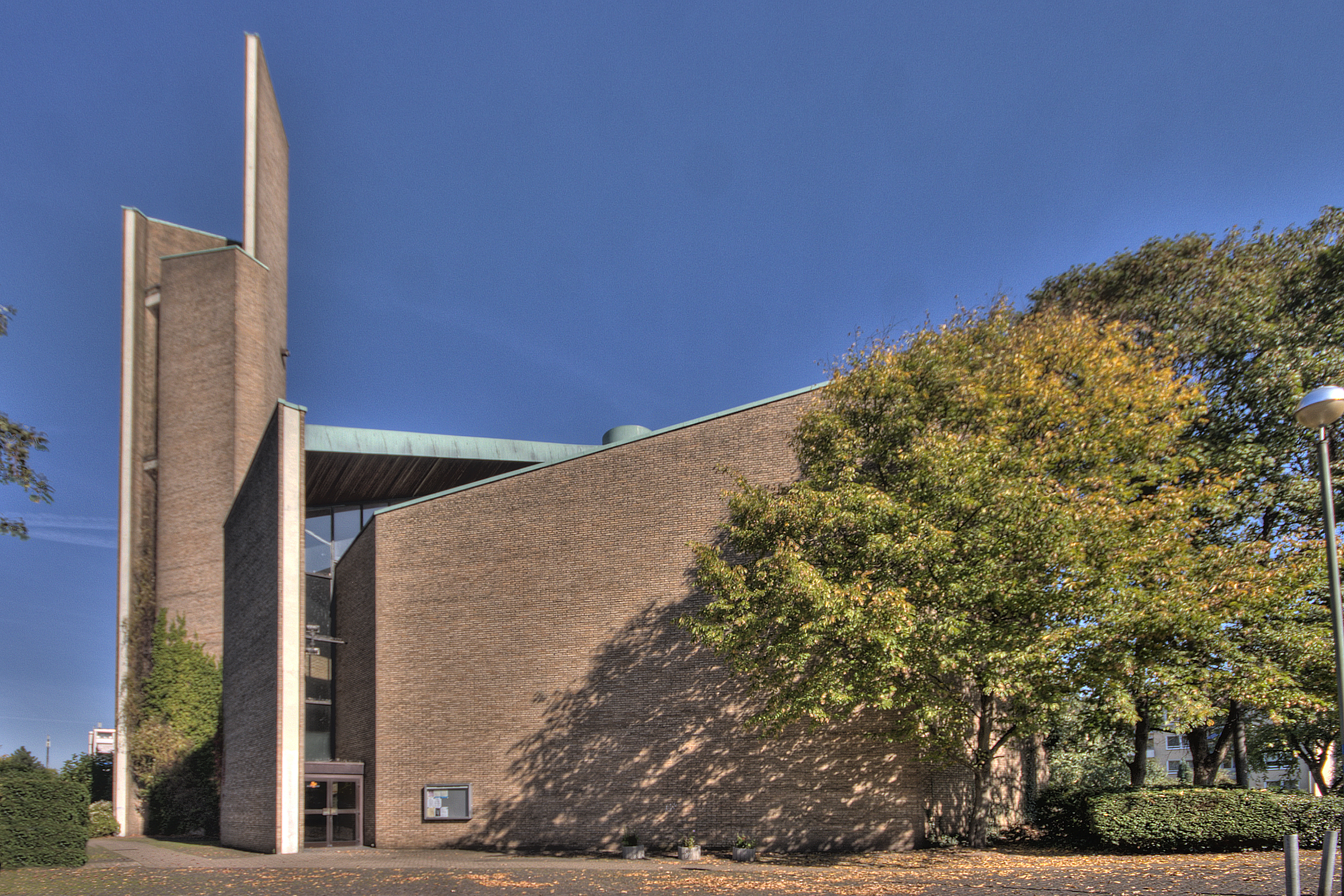
Dietrich-Bonhoeffer-Kirche
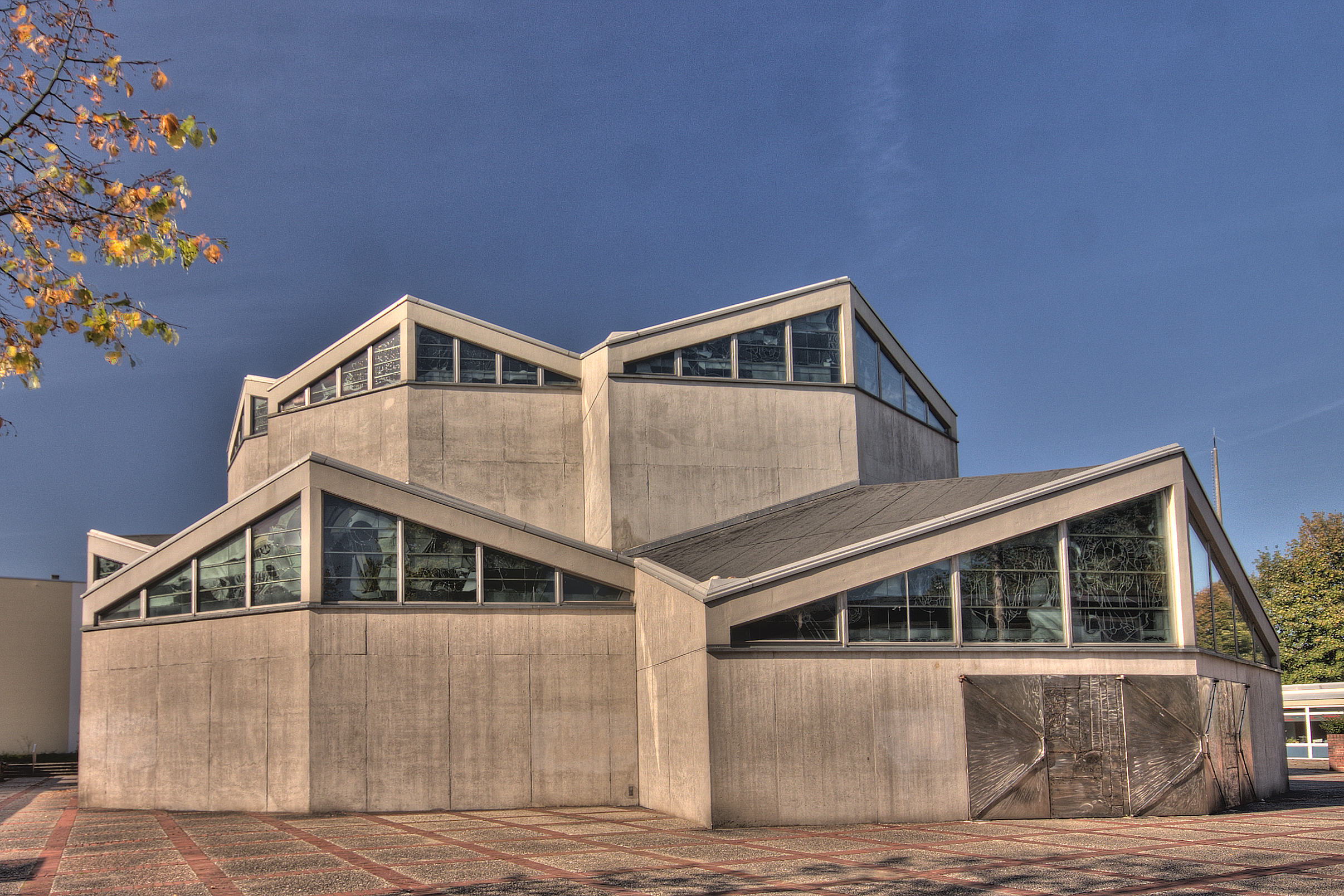
St.-Norbert-Kirche
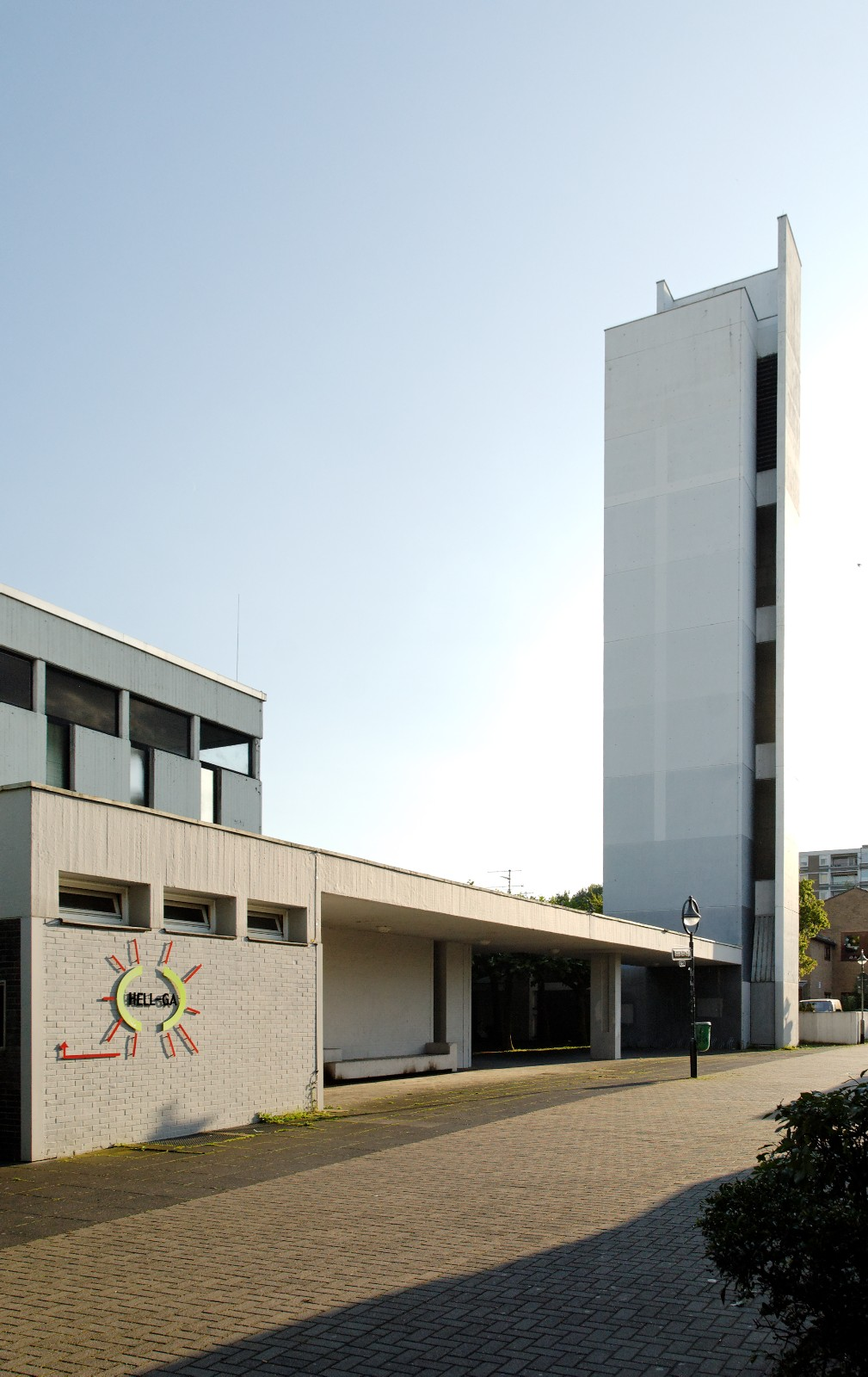
Hoffnungskirche
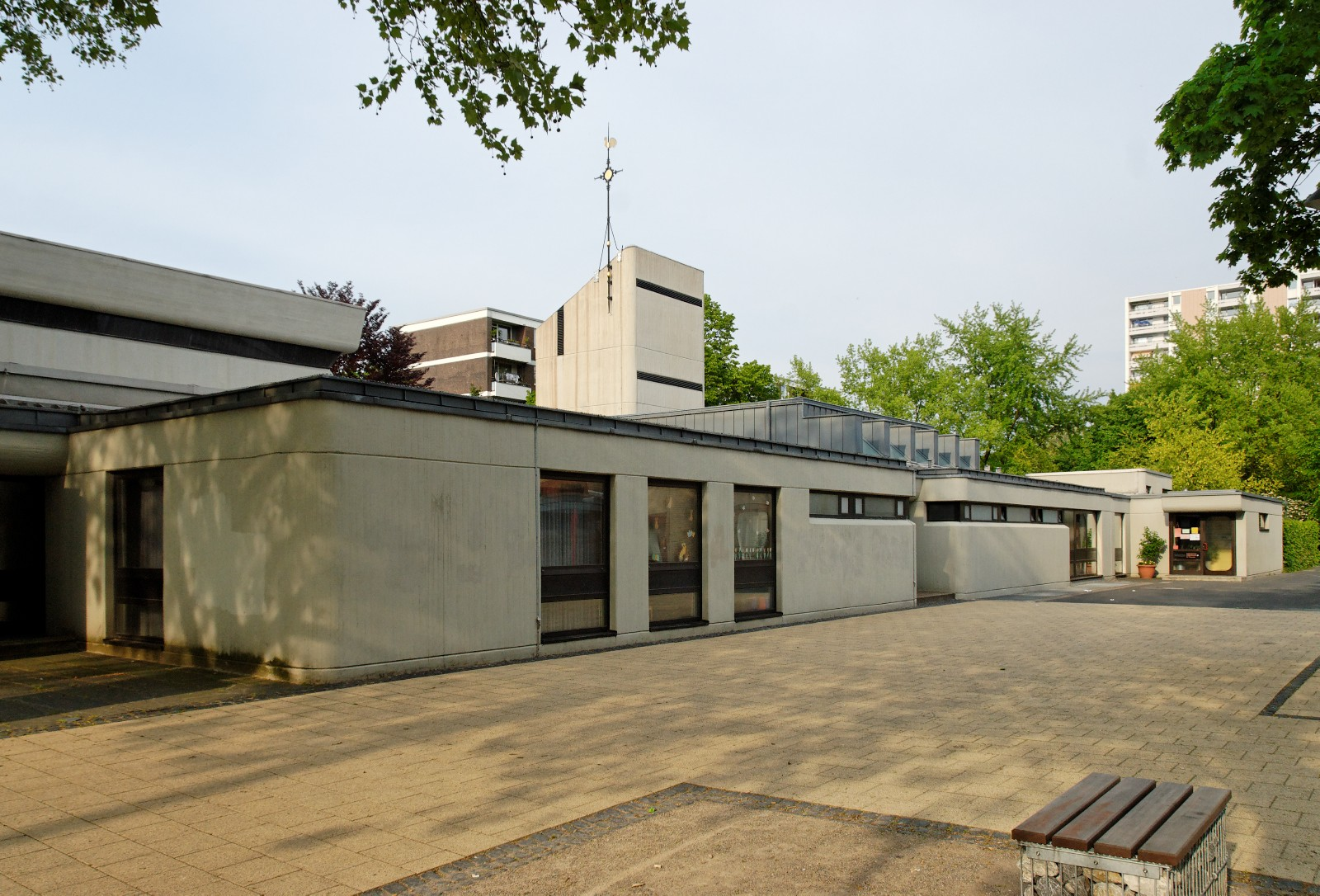
St. Theresia vom Kinde Jesu

### Gebäude

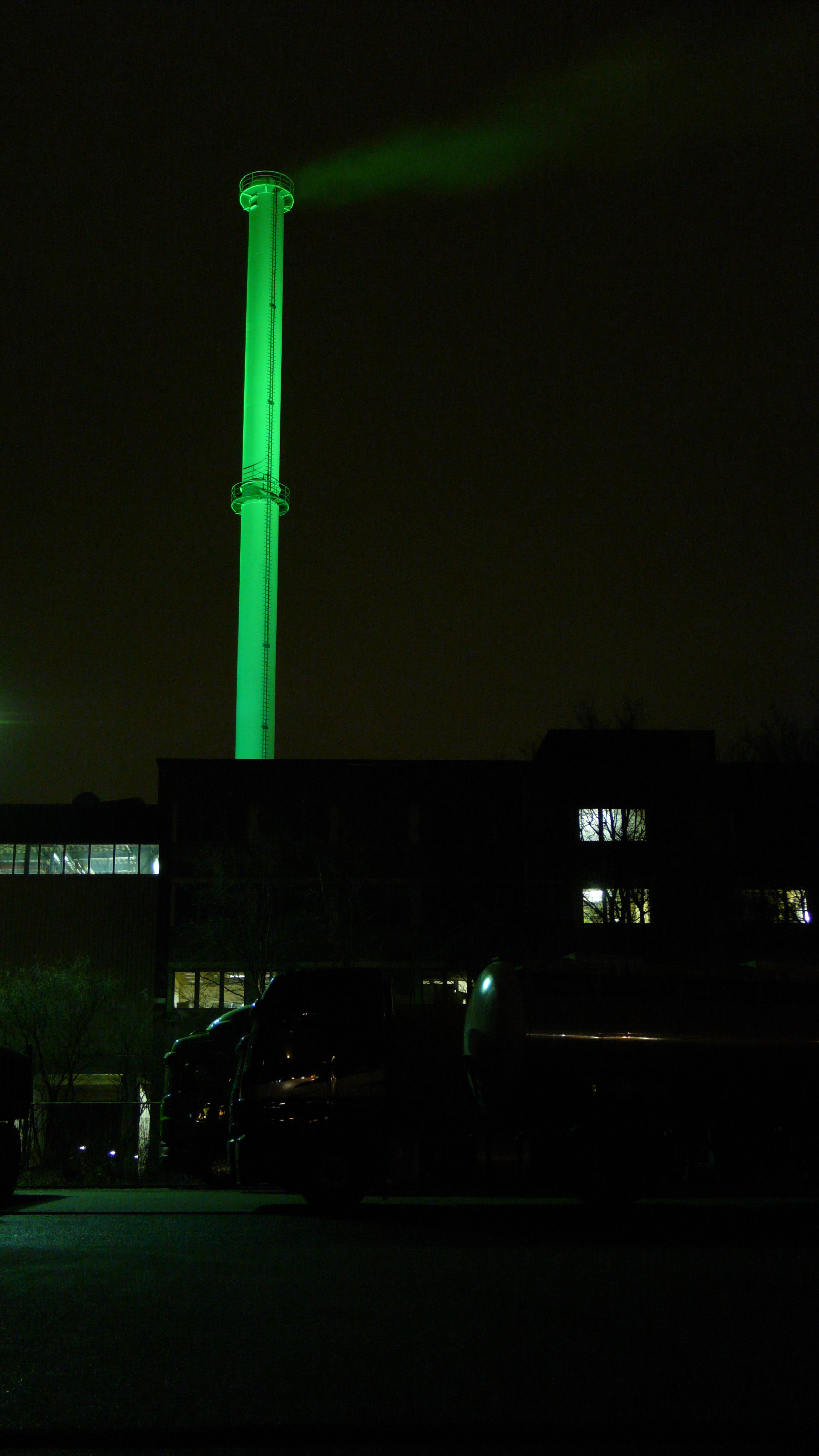
Heizkraftwerk Garath

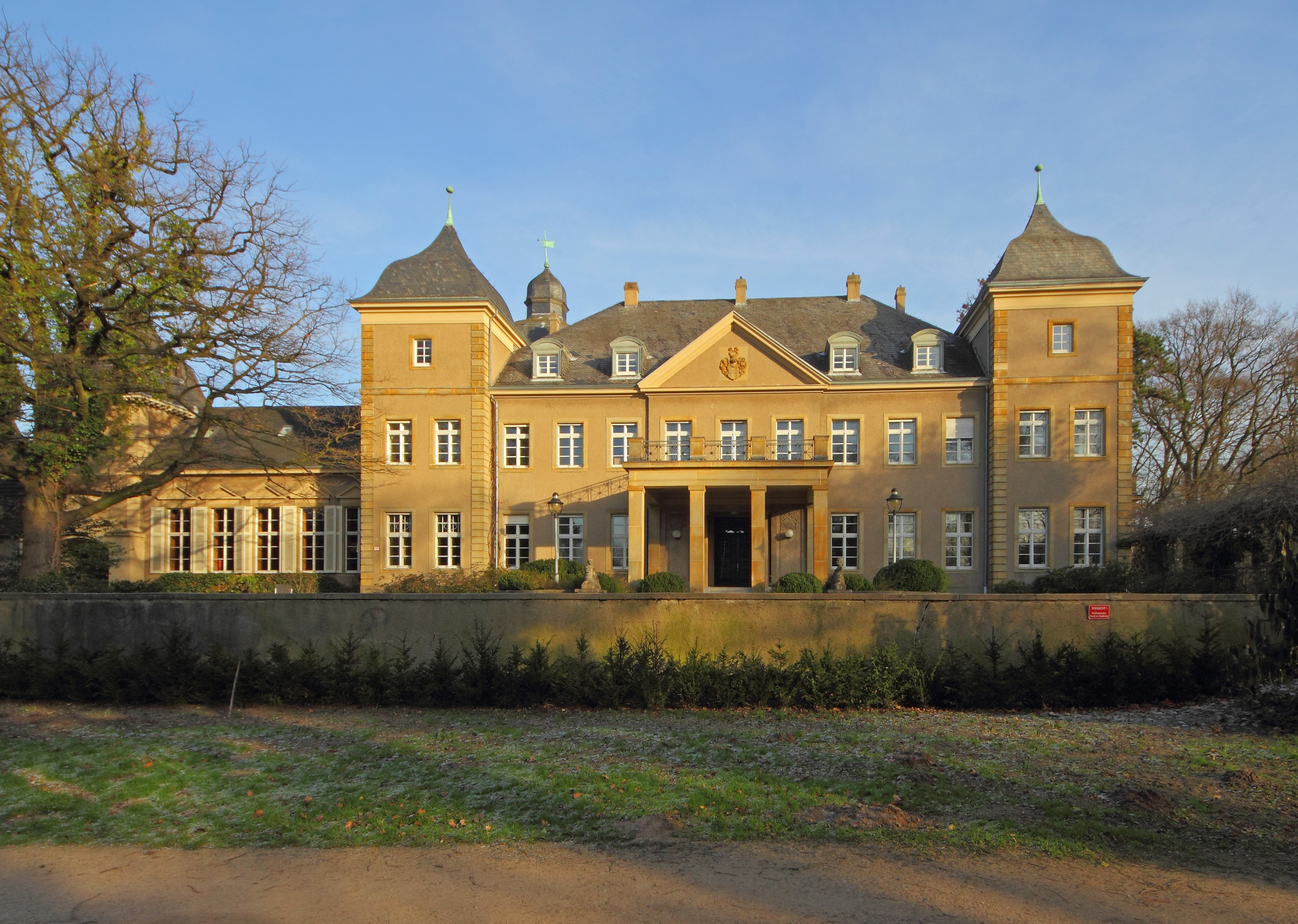
Schloss Garath

- Heizwerk
Ein zentrales Heizwerk sollte in Garath die Wärme für Heizung (Fernwärme) und Warmwasser erzeugen. Mit diesem Fernwärmekonzept sollten die Rauchgase vieler kleiner Koks- und Ölöfen vermieden werden. Anfang der 1960er Jahre erhielten die Stadtwerke Düsseldorf von der Stadtverwaltung den Auftrag, das noch zu bauende Garath mit Wärme zu versorgen. Im Jahr 1965 ging das Heizwerk, steinkohlegefeuert in Betrieb und ersetzte stufenweise die seit 1962 arbeitenden Provisorien. Durch den etwa 100 Meter hohen Schornstein war Garath immer auch aus großer Entfernung zu erkennen. Es war das erste entschwefelte und entstickte Kraftwerk der Welt. 1998 wurde das Heizwerk auf Erdgasbetrieb umgerüstet, dadurch entfielen die unzähligen LKW-Transporte für die Kohleanlieferung und den Schlackenabtransport. Seitdem wird das Heizwerk vom größten Kraftwerk Düsseldorfs, der Lausward im Hafen, ferngesteuert, so dass die Anlage ohne Personal arbeitet. Äußerlich ist diese Umstellung an dem neuen ca. 60 Meter hohen Metallschornstein zu erkennen; der gemauerte Kamin wurde abgerissen. Seit Dezember 2002 lassen die Stadtwerke den Schornstein und das Kesselhaus, mit seiner Glasfassade, in hellem, grünem Licht erstrahlen. Da für dieses Kunstwerk nicht die von der zuständigen Landesbehörde notwendige Genehmigung eingeholt wurde, mussten die Lichter bis zur Klärung für einige Monate ausgeschaltet werden. Ende 2007 wurde das Gaskraftwerk mit einem Biomasse-Heizkraftwerk der Stadtwerke Düsseldorf ergänzt.

- Schloss Garath
Das heutige Schloss der Herren von Garderode entstand um 1890, als der Architekt Schleicher die mittelalterliche Vorgänger-Anlage umbaute. Im Jahre 1912 erfolgten weitere Umbauten zu einem Landsitz unter dem Architekten Wöhler. Im Park befindet sich eine neobarocke Schlosskapelle die ebenfalls durch den Architekten Wöhler erbaut wurde. Sie dient zu bestimmten Anlässen der evangelischen Kirchengemeinde Garath. 2013 fanden im Schloss Dreharbeiten für Stromberg – Der Film statt.
- Kinder- und Jugendfreizeiteinrichtung Lüderitzstraße
Eine pädagogische betreute Kinder- und Jugendfreizeiteinrichtung für Kinder und Jugendliche (sowie zum Teil auch deren Eltern) im Alter von 8 bis 21 Jahren bietet Möglichkeiten zur attraktiven Freizeitgestaltung. Es gibt Angebote im handwerklichen, sportlichen und kreativen Bereich sowie Ausflüge, Fahrten oder Aktionen als Alternative zu kommerziellen Freizeitangeboten.
- Kultur- und Bürgerhaus „Freizeitstätte Garath“
- Anne-Frank-Haus
- Altenzentrum St. Hildegardis
- Feuer- und Rettungswache
Die Feuer- und Rettungswache in Garath ist die sechste in Düsseldorf. Sie beinhaltet seit 1982 eine Berufsfeuerwehr, eine Freiwillige Feuerwehr und die Feuerwehrschule. Die Freiwillige Feuerwehr besteht bereits seit dem 23. Februar 1913.
- Schützenplatz Garath
Jeden ersten Sonntag im Monat findet auf dem Schützenplatz an der Frankfurter Straße ein Trödelmarkt statt.

### Kunstwerke
- Sonnenrad
Vor der Freizeitstätte in der Fritz-Erler-Straße wurde im Sommer 1976 eine Stahlplastik von Friedrich Becker aufgestellt. Die Plastik ist 8,50 Meter hoch und hat zwei 4,5 Meter durchmessende, gegenläufige Räder. Diese drehen sich gegenläufig und werden durch den Wind angetrieben. Die kinetischen Schmuckstücke, Objekte und Plastiken von Friedrich Becker sind für die 2. Hälfte des 20. Jahrhunderts prägend.
- Countdown
Die zehn Meter hohe Stahlplastik Countdown, ebenfalls vor der Freizeitstätte positioniert, ist ein Werk von Hans-Albert Walter.

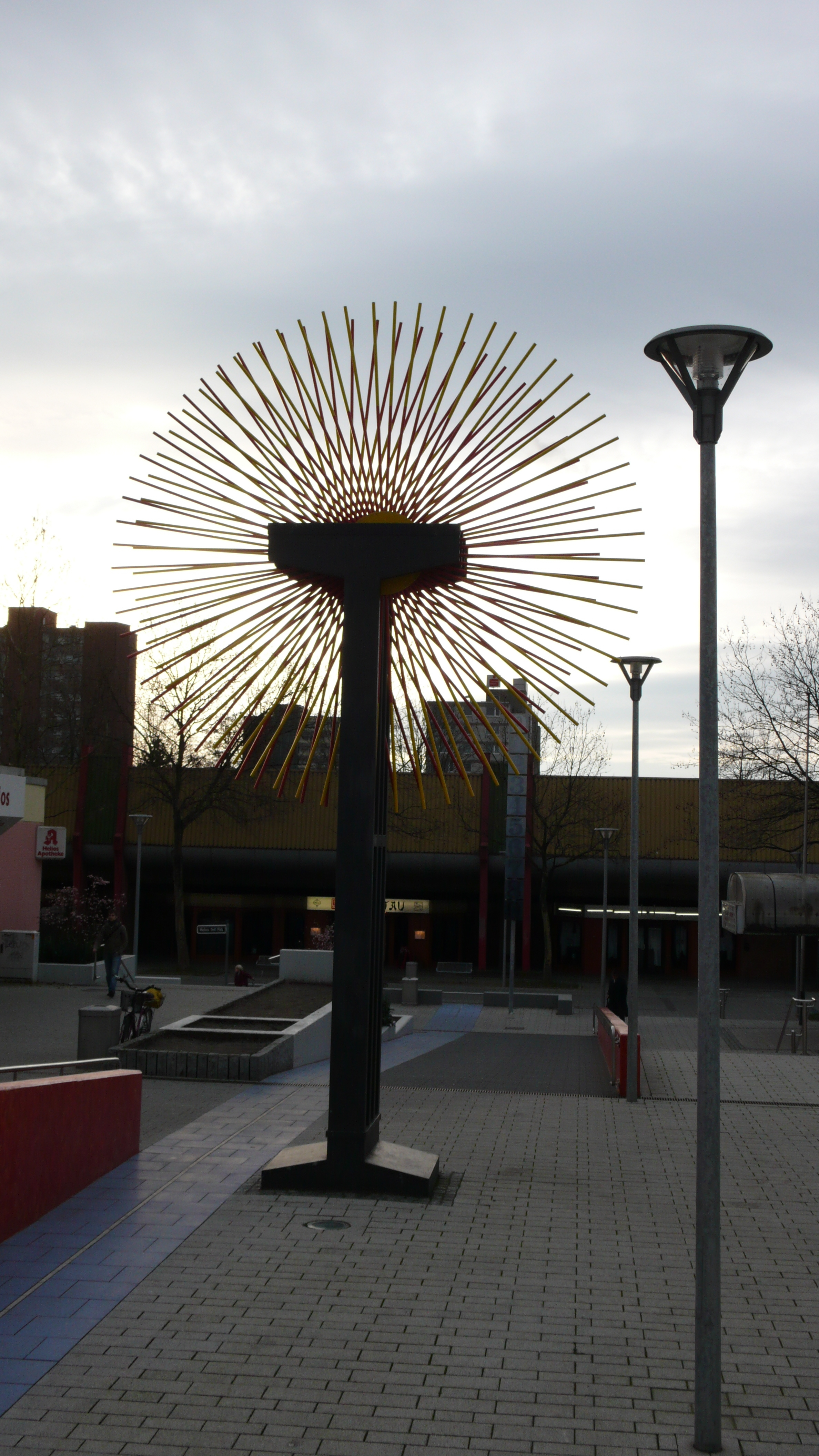
Stahlplastik Sonnenrad
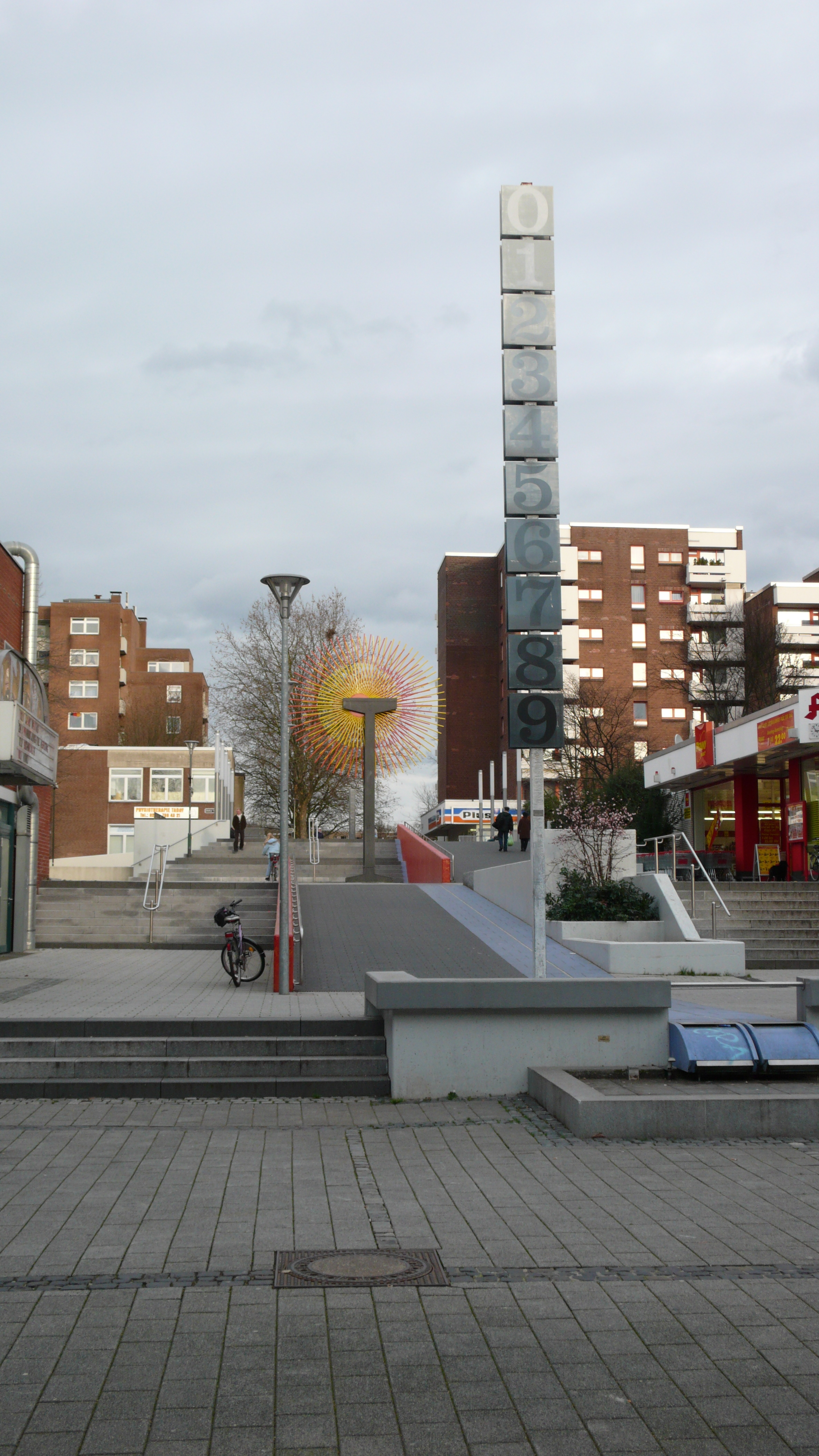
Stahlplastik Countdown

### Musik
Die Düsseldorfer Oi!-Band 4 Promille widmete ihr Lied Garath nur diesem Stadtteil. Auf das Lied Heimat der Broilers trifft dies ebenfalls zu.

### Vereine
Seit 1964 gibt es den Verein Bürger- und Interessengemeinschaft Garath e. V., kurz BIG-Garath genannt, der sich für die Bürgerbegehren im Stadtteil einsetzt. Garath verfügt über den Sportverein Garather SV direkt neben der Theodor-Litt-Realschule.

## Wirtschaft und Infrastruktur

### Verkehrsanbindung

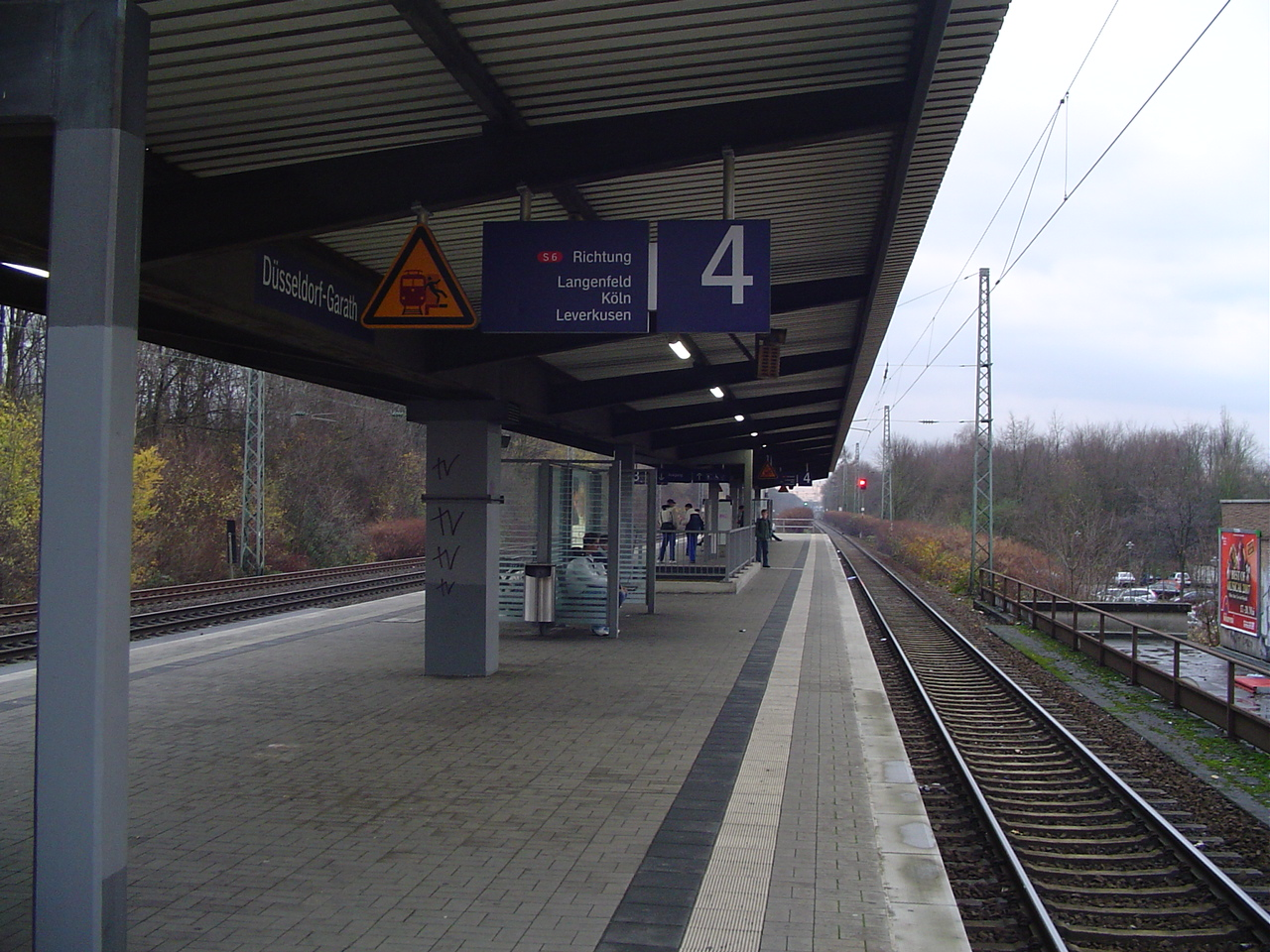
S-Bahnhof Garath

Mit dem Auto kann man unter anderem die Düsseldorfer Innenstadt über die Frankfurter und Münchener Straße – einer mehrspurig ausgebauten Kraftfahrstraße – erreichen.  Außerdem besitzt Düsseldorf-Garath eine gleichnamige Anschlussstelle zur Bundesautobahn 59.
Weiterhin ist Garath gut an den öffentlichen Verkehr angebunden: Der Stadtteil besitzt den S-Bahnhof Garath, an dem die S-Bahnzüge der Linien S6 und S68 verkehren, die die Passagiere in weniger als einer viertel Stunde zum Hauptbahnhof transportieren. Die Züge fahren Richtung Norden über den Düsseldorfer Hauptbahnhof weiter bis Essen bzw. Ratingen-Ost oder als S68 Richtung Wuppertal und Richtung Süden bis Langenfeld bzw. Köln-Nippes.
Jeder Bereich des Stadtteils kann außerdem durch die Buslinien 778/779 erreicht werden, die als gegenläufige Ringlinien am Benrather S-Bahnhof beginnen und enden. Weiterhin verkehren noch die Busse der Linie 789 durch Garath, die unter anderem das Haupteinkaufszentrum mit Monheim im Süden und Holthausen einschließlich Benrath im Norden verbinden.

### Handel und Gewerbe
In Garath wurden in den letzten Jahren das Umfeld des Einkaufszentrums nahe der S-Bahn-Station durch verschiedene Baumaßnahmen verschönert, um das Einkaufszentrum attraktiver zu machen und eine weitere Abwanderung den Einzelhandels zu vermeiden. Die Initiative ging von den Geschäftsleuten in Garath aus, die, in Zusammenarbeit mit Kommunalverwaltung und Bürgern, als immer mehr Einzelhändler leere Gewerbeflächen hinterließen und immer mehr Garather in den Nachbarstadtteilen einkaufen gingen. Nach diesen Maßnahmen nahm die Attraktivität für den Einzelhandel zu, so das Garath heutzutage über ein abwechslungsreiches und großes Einkaufszentrum verfügt.
So gibt es Filialen von Discountern und eine Filiale einer Drogerie, mehrere Bäckereien, Blumengeschäfte, Kioske mit Lottoannahme, Textilgeschäfte, Friseure, Apotheken, zwei türkische Lebensmittelhändler mit reichhaltigem Angebot, ein Fachgeschäft für schlesische und eines für russische Spezialitäten. Weiterhin gibt es hier eine Sparkassen-Filiale, eine Poststelle, ein Fahrradgeschäft, eine Änderungsschneiderei, ein Optiker, Fahrschulen, eine thailändische Massage, eine Reinigung, ein Reisebüro sowie eine Filiale eines Beerdigungsinstituts. Die Gastronomie besteht aus zwei Schnellimbissen, zwei Kneipen, zwei Eiscafés und einer Pizzeria.

### Schulen
- Städtische Gemeinschaftsgrundschule – Adam-Stegerwald-Straße
- Städtische Gemeinschaftsgrundschule – Neustrelitzer Straße
- Städtische Katholische Grundschule – Josef-Kleesattel-Straße
- Städtische Montessori-Grundschule – Emil-Barth-Straße 45
- Willi-Fährmann-Schule – Grundschule – Ricarda-Huch-Straße
- Fritz-Henkel-Schule – Städtische Gemeinschaftshauptschule (wurde 2021 geschlossen und ging in die Gesamtschule Stettiner Straße über)
- Städtische Hauptschule – Emil-Barth-Straße 45 (geschlossen)
- Alfred-Herrhausen-Schule – Städtische Förderschule
- Gesamtschule – Stettiner Straße
- Städtisches Weiterbildungskolleg Düsseldorf – Abendgymnasium und Abendrealschule – Emil-Barth-Straße 45